# Can't Take My Eyes Off You
«Can't Take My Eyes Off You» —en español: «No puedo dejar de mirarte»— es una canción publicada en 1967, escrita por Bob Crewe y Bob Gaudio, con arreglos de Artie Schroeck y Gaudio, e interpretada originalmente por Frankie Valli. La canción fue uno de sus mayores éxitos, llegando al segundo puesto entre las 100 canciones del Billboard en 1967 y ganando un disco de oro. Fue uno de los muchos éxitos que Valli grabó con la participación de su grupo "The Four Seasons".

## Versiones
La canción ha sido interpretada por una gran variedad de artistas. La versión de Andy Williams alcanzó el quinto lugar en las listas de popularidad del Reino Unido en 1968.
En 1991, los Pet Shop Boys usaron parte de la canción en su álbum Where the Streets Have No Name (I Can't Take My Eyes Off You)/How Can You Expect to Be Taken Seriously?, que entró al top 5 en el Reino Unido.
Varias versiones de la canción han entrado a las listas de popularidad en los Estados Unidos, incluyendo la versión de The Letterman (#7 en 1968), Nancy Wilson (#52 en 1969), Maureen McGovern (#27 en 1979), Boys Town Gang (#1 en Bélgica, Países Bajos y España en 1982, Versión Disco) y Lauryn Hill (en su versión de 1998 renombrada como "Can't Take My Eyes Off Of You", en su álbum debut The Miseducation of Lauryn Hill, la cual fue nominada al Premio Grammy a la mejor interpretación femenina de pop).
Además, el actor Heath Ledger la interpretó en la escena principal de la película 10 razones para odiarte.[cita requerida]
En 1978, la interpretan en la película The Deer Hunter por los actores (Robert De Niro y Christopher Walken antes de ir a la guerra de Vietnam.[cita requerida]
Otros músicos que han hecho versiones de esta canción han sido Matt Monro (con una versión en español llamada "No puedo quitar mis ojos de ti", n.º 1 en España en 1969), Mina Mazzini, Vikki Carr, Girls' Generation, Kiki Dee, Bobby Darin, Save Ferris, Bad Manners, David Osborne, Andy Williams, Cardin, Gloria Gaynor, Shirley Bassey, The Temptations, The Killers, Eldissa, Elis Regina, Tina Charles, Diana Ross & the Supremes, Boys Town Gang, Morten Harket de A-ha, Percy Faith, Manic Street Preachers, Hermes House Band, Sheena Easton, Ringo Shiina, Eric Martin, Suburban Legends, Prudence Liew, Sowelu, Tommy February, Ayumi Hamasaki, Sakurai Sho de Arashi, Nob Summer, Zard, JILS, Tingsek, Next Phaze, Efi Thodi, MALICE MIZER, Barry Manilow, Engelbert Humperdinck, Kim Ross, The Spinto Band, Muse, Bumblefoot, Straight no Chaser, Walk off the Earth, Raphael, Alba Molina, Julio Iglesias, La Franela, Tokyo Ska Paradise Orchestra, Hermes House Band, Anni-Frid Lyngstad de ABBA y también versionada en español por la banda de rock mexicana The Rains, así como la boliviana Octavia, los chilenos Ángel Parra Trío y Shaun Taylor-Corbett, entre otros. En México, César Costa la grabó en 1968 con el nombre de "No puedo dejar de verte".
En 1986 la cantante italiana Ross, lanza su álbum: Can't Take My Eyes Off You con el sencillo del mismo nombre para BMS Records.
En 1998, se lanzó una exitosa versión exclusiva para discotecas, editada por Dj Carola, con nombre "Can't Take My Eyes Off You (I love you Baby '98 Remix)". En 2023, con motivo del 25 aniversario, han surgido varios "Fan Videos" no oficiales como homenaje a dicha versión.
En 2009, el grupo rumbero Tucara hizo la versión en español ("No puedo quitar mis ojos de ti").
En 2012, una nueva versión, esta vez en bachata, hace eco en República Dominicana y Nueva York. La cantante dominicana, residente en la República Argentina, Shorty Danger grabó una versión que combina los coros en inglés, con una letra propia en español, esta vez con el nombre I Love You Baby.
En 2018, el grupo ecuatoriano de Chill, Bossa y Jazz, Bossonora, interpreta una versión en bossa nova - swing (jazz).
En 2020, el cantante Shawn Mendes interpretó la canción en la BBC para el programa Children in Need donde todo el dinero recaudado fue llevado a organizaciones benéficas y proyectos que brindan asistencia esencial a niños y jóvenes de todo el Reino Unido.
En 2021, la cantante Charlotte Summers grabó a dúo su versión acústica junto a Gonzalo Martin, ganador del concurso organizado por Aclam Music, la primera productora de cantantes internacional.